# Jan Antonín Mareš
Jan Antonín (Johann Anton) Mareš, född 1719 i Chotěboř, Böhmen, död 30 maj 1794 i Sankt Petersburg, var en tjeckisk hornist.
Mareš var på 1750-talet i tjänst hos tsarinnan Elisabet och uppfann då den så kallade ryska hornmusiken, en musik, som utförs av 30–60 man, var och en blåsande i ett rakt horn, som återger blott en enda ton. Då hornen är olika stämda, bildar de tillsammans en följd av flera oktaver, ungefär som piporna i en orgel, och det fordras en oerhörd precision och övning hos varje spelare, då en dylik kår kan med noggrannhet utföra även ouvertyrer och symfonier.